# Szlomo Goren
Szlomo Goren (hebr. ‏שלמה גורן‎, ur. 3 lutego 1917 lub 1918 w Zambrowie, zm. 29 października 1994 w Tel Awiwie) – izraelski rabin, Naczelny Rabin Sił Obronnych Izraela w latach 1948–1968, aszkenazyjski naczelny rabin Izraela w latach 1973–1983.

## Życiorys
Urodził się 3 lutego 1917 lub 1918 roku. Syn Awrahama i Chai Cipory Goronczików. W 1925 roku wraz z rodziną wyjechał do Mandatu Palestyny, gdzie zamieszkali w Kefar Chasidim. W wieku 12 lat rozpoczął studia w jesziwie Hebron w Jerozolimie. Rodzina Goren mieszkała w dzielnicy Kirjat Mosze w Jerozolimie. W wieku 17 lat otrzymał smichę. W latach 1940–1944 uczęszczał na Uniwersytet Hebrajski, studiując filologię oraz nauki przyrodnicze.
W 1936 roku wstąpił do Hagany, współpracował również z organizacją Lechi, następnie powrócił jednak do Hagany. Po utworzeniu państwa Izrael w 1948 roku został pierwszym naczelnym rabinem nowo utworzonych Sił Obronnych Izraela. Brał udział w I wojnie izraelsko-arabskiej, służąc początkowo jako strzelec wyborowy, a następnie jako rabin, przebywając na froncie i z narażeniem życia biorąc udział w misjach odzyskiwania zwłok żydowskich żołnierzy. Brał również udział w wojnie sueskiej. Został awansowany do stopnia alufa, podczas wojny sześciodniowej wraz z wojskami dotarł do Muru Zachodniego. Upamiętnił to wydarzenie, dmąc pod nim w szofar, zdjęcie przedstawiające ten moment stało się jednym z najbardziej znanych symboli wojny sześciodniowej. W 1968 roku został wybrany naczelnym rabinem Tel Awiwu. W 1972 roku przeszedł do rezerwy. W 1973 roku został wybrany aszkenazyjskim naczelnym rabinem Izraela.
W 1961 roku został laureatem Nagrody Izraela.
Sprzeciwiał się negocjacjom Izraela z Organizacją Wyzwolenia Palestyny oraz porozumieniu z Oslo. Wzywał Żydów do zabicia Jasira Arafata.

## Życie prywatne
W 1945 roku wziął ślub z Cefią Cohen, córka rabina Davida Cohena. Był wegetarianinem.
Zmarł w Tel Awiwie w wyniku zawału serca. Został pochowany na Górze Oliwnej.